# Parafia Najświętszego Serca Jezusa w Sokolnikach
Parafia Najświętszego Serca Jezusa w Sokolnikach – parafia rzymskokatolicka, znajdująca się w diecezji kieleckiej, w dekanacie lelowskim.